# Turó de la Casa Blanca
El Turó de la Casa Blanca és una muntanya de 526 metres del municipi de la Torre de Claramunt, a la comarca de l'Anoia.